# Pedicia (Pedicia) subtransversa
Pedicia (Pedicia) subtransversa is een tweevleugelige uit de familie Pediciidae. De soort komt voor in het Palearctisch gebied.